# Ioan Axente Sever

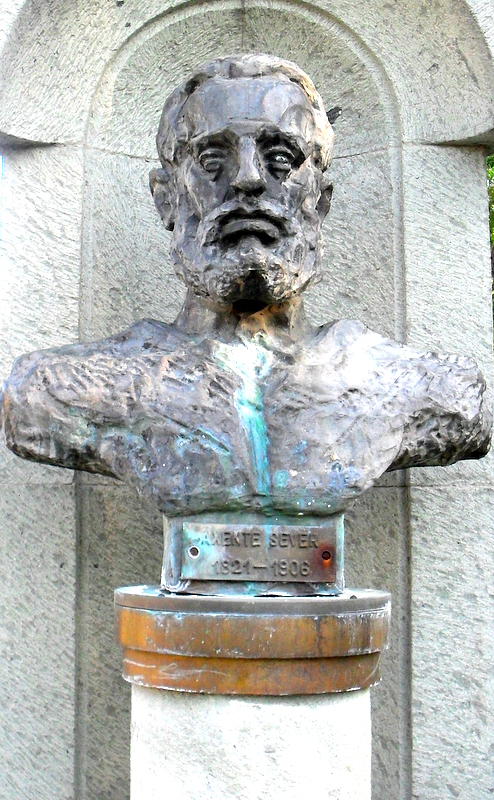

Ioan Axente, supranumit Sever, (n. 15 aprilie 1821, Frâua – d. 13 august 1906, Brașov) a fost un revoluționar român, unul dintre conducătorii mișcării de eliberare națională a românilor din Transilvania în Revoluția de la 1848.
Fiu de țăran, născut în Transilvania, a studiat teologia și filozofia la Blaj, după care s-a mutat la București.

## În revoluția de la 1848
La izbucnirea revoluției, Ioan Axente Sever  era profesor de latină și română, la Colegiul Sf. Sava din București.
A luat parte la revoluția de la 1848 din București și împrejurimi, unde a avut rolul de a face cunoscute idealurile revoluționare  printre țărani. În august 1848 s-a întors în Transilvania, unde a participat la a treia adunare de la Blaj din septembrie. A participat alături de Avram Iancu la rezistența din Munții Apuseni.
La 8 ianuarie 1849 țăranii români răsculați au incendiat orașul Aiud. Populația nu credea că românii, pe atunci pașnici, ar putea s-o atace. În seara de 8 ianuarie — Crăciunul după calendarul iulian — a început măcelul ce a durat până în data de 17 ianuarie, fiind uciși cca 600 de etnici maghiari. Un numar mare de oameni a încercat să se ascundă în munții din apropiere, dar din cauza gerului au murit înghețați. Morții au fost aruncați în șanțurile cetății, iar altă parte în varnița de lângă cetate, unde se află și monumentul acestora.
Indus în eroare de promisiunile Curții de la Viena, precum și din cauza poziției nefavorabile a guvernului revoluționar maghiar în problema națională și în cea a abolirii iobăgiei, Ioan Axente a adoptat o atitudine pro-habsburgică, lucru care a contribuit la dezbinarea forțelor revoluționare ale românilor și ungurilor.
Axente Sever a fost arestat în februarie 1849, acuzat fiind că ar fi participat la masacrul de la Aiud, dar a fost găsit nevinovat la proces.
După înfrângerea revoluției, a continuat să aibă un rol de frunte în viața politică și culturală a românilor din Transilvania.
Astfel, a făcut parte din conducerea ASTREI, adică Asociația Transilvană pentru Literatura Română și Cultura Poporului Român.
A murit în spitalul săsesc din Brașov, foarte sărac și uitat de lume în vara anului 1906.

## Decorații
- Ordinul Leopold clasa a III-a, conferit de Franz Joseph;[3][5]
- Ordinul „Sfânta Ana”, clasa a II-a, conferit de Nicolae I al Rusiei prin generalul rus Alexander Nicolaevici Lüders.[6]

## Imagini

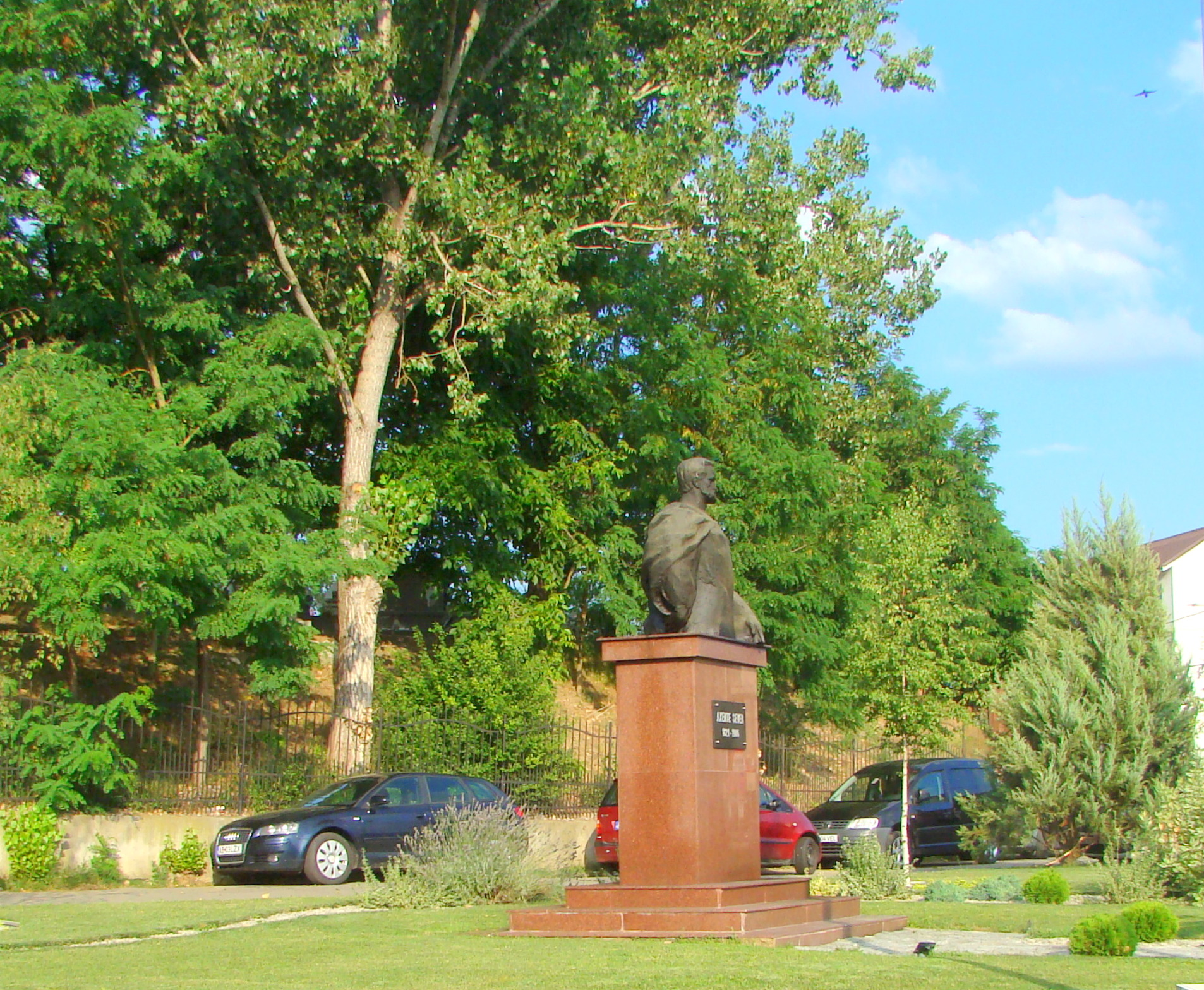
Bustul lui Axente Sever din Blaj
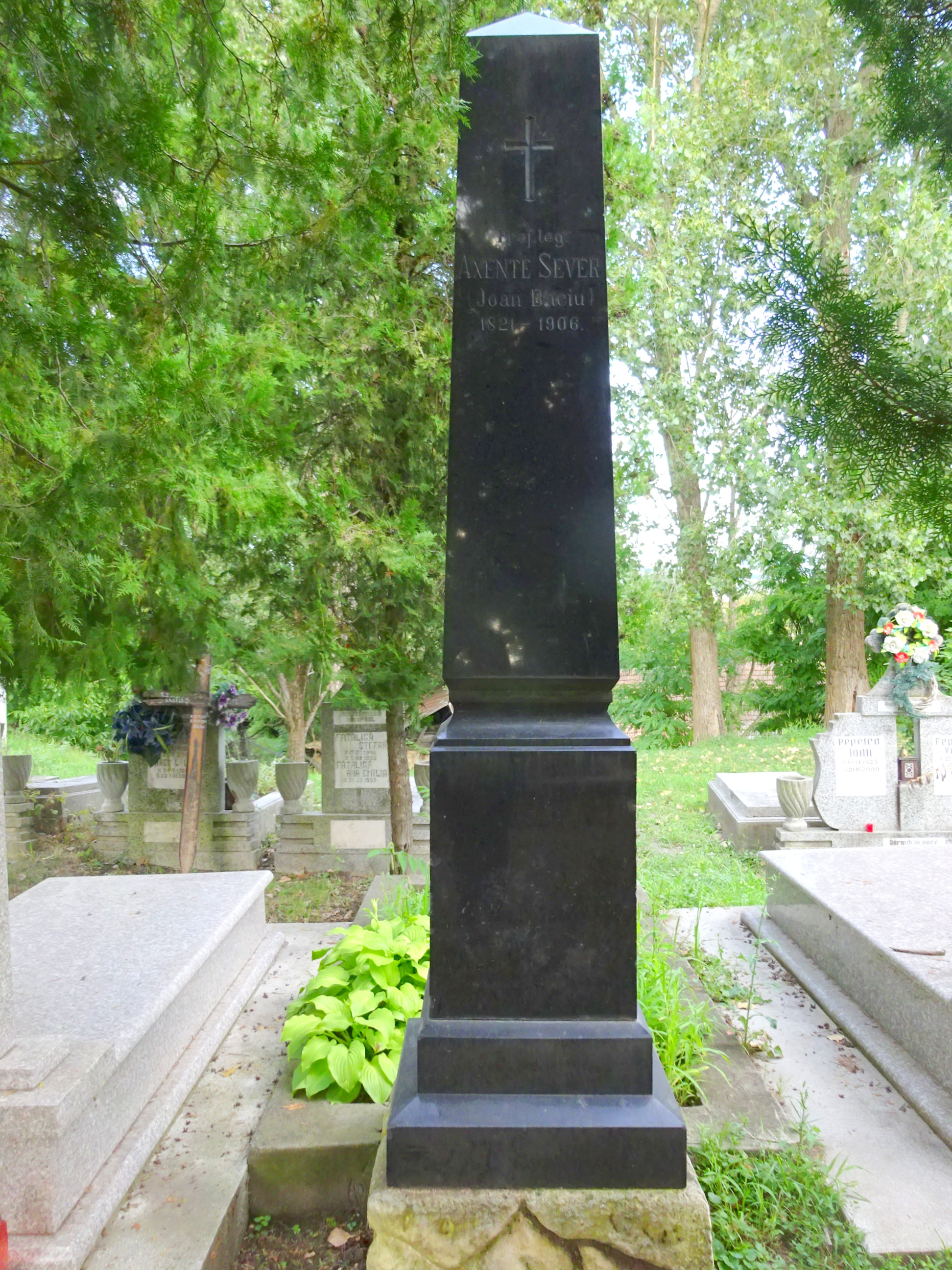
Mormântul lui Axente Sever din cimitirul Bisericii Sfinții Arhangheli din Blaj
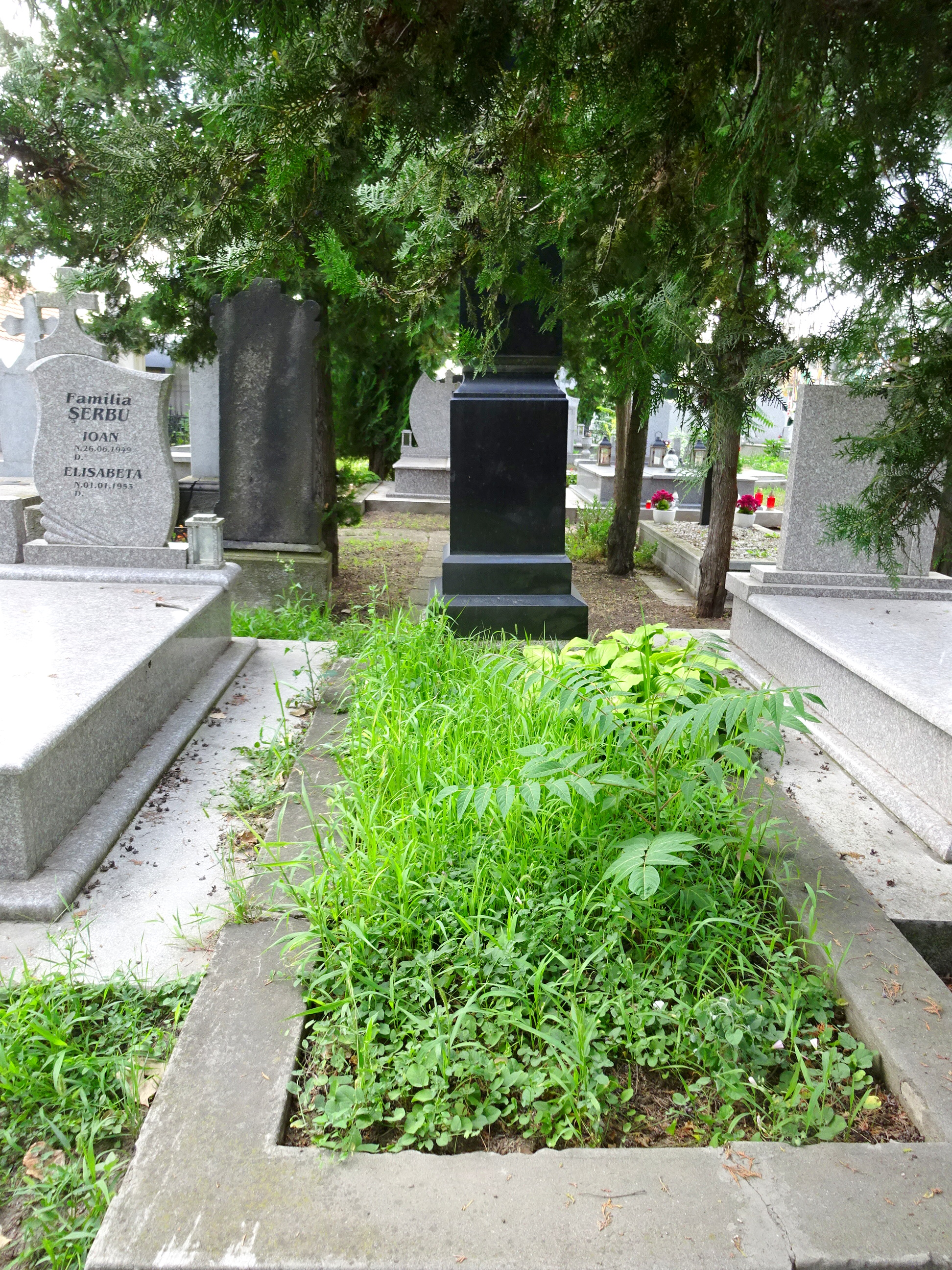
Mormântul lui Axente Sever din cimitirul Bisericii Sfinții Arhangheli din Blaj